# Ophirion punctigerum
Ophirion punctigerum là một loài ruồi trong họ Tachinidae.